# Bekri Mustafa Pascha
Tekirdaghi Bekri Mustafa Pascha (türkisch: Tekirdağlı Bekri Mustafa Paşa) war 1688/89 Großwesir des Osmanischen Reiches. Er war türkischer Herkunft und stammte aus der ostthrakischen Stadt Tekirdağ.
Die osmanischen Misserfolge im Großen Türkenkrieg (Verlust von Buda 1686, Erlau, Stuhlweißenburg, Esseg und Athen 1687; Niederlage von Mohács 1687) hatten innerhalb des Osmanenreiches und insbesondere unter den Janitscharen und anderen Truppenteilen zu Unruhen geführt. In der Folge kam es am 8. November 1687 zur Absetzung Sultan Mehmeds IV. und zur Inthronisierung seines Bruders Süleyman II. Auch die beiden Vorgänger Bekri Mustafa Paschas im Großwesirat fielen dem Chaos zum Opfer. Mustafa erfreute sich als früherer Janitschar bei diesen einer relativ großen Anhängerschaft. Sein wichtigstes Verdienst war die Wiederherstellung der Ruhe im Reich. Er konnte die Unterstützer Mehmeds IV. schlagen und damit die bürgerkriegsähnlichen Zustände beenden sowie die Herrschaft Süleymans II. festigen.
Im Krieg gegen die Christen konnte er aber – auch angesichts einer leeren Staatskasse – keine Wende herbeiführen. Am 6. September 1688 konnten die kaiserlichen Truppen unter Max Emanuel von Bayern die Schlüsselfestung Belgrad einnehmen. Ludwig Wilhelm von Baden fiel 1688 und 1689 mit einigen Tausend Soldaten in Bosnien und Serbien ein. Sein Sieg bei Niš am 24. September 1689 und die zumindest zeitweilige Besetzung wichtiger Plätze in Serbien, Mazedonien und im Kosovo bedeutete auch das Aus für Bekri Mustafa Pascha. Er musste das Großwesirat aufgeben und wurde nach Malkara verbannt.
| Vorgänger            | Amt                                                             | Nachfolger                   |
| -------------------- | --------------------------------------------------------------- | ---------------------------- |
| Ayaşlı İsmail Pascha | Großwesir des Osmanischen Reiches 30. Mai 1688–7. November 1689 | Köprülü Fazıl Mustafa Pascha |

| Personendaten    | Personendaten                                                             |
| ---------------- | ------------------------------------------------------------------------- |
| NAME             | Bekri Mustafa Pascha                                                      |
| ALTERNATIVNAMEN  | Tekirdaghi Bekri Mustafa Pascha; Tekirdağlı Bekri Mustafa Paşa (türkisch) |
| KURZBESCHREIBUNG | Großwesir des Osmanischen Reiches                                         |
| GEBURTSDATUM     | 17. Jahrhundert                                                           |
| STERBEDATUM      | 17. Jahrhundert oder 18. Jahrhundert                                      |